# إيدرسون (لاعب كرة قدم مواليد 1999)
إيدرسون (مواليد 7 يوليو 1999) هو لاعب كرة قدم برازيلي يلعب في مركز خط الوسط في نادي أتالانتا.

## روابط خارجية
- إيدرسون (لاعب كرة قدم مواليد 1999) على موقع الاتحاد الأوربي (الإنجليزية)
- إيدرسون (لاعب كرة قدم مواليد 1999) على موقع إي إس بي إن إف سي (الإنجليزية)
- إيدرسون (لاعب كرة قدم مواليد 1999) على موقع قاعدة بيانات كرة القدم.إي يو (الإنجليزية)
- إيدرسون (لاعب كرة قدم مواليد 1999) على موقع ليكيب (الفرنسية)
- إيدرسون (لاعب كرة قدم مواليد 1999) على موقع ناشيونال فوتبول تيمز (الإنجليزية)
- إيدرسون (لاعب كرة قدم مواليد 1999) على موقع Soccerbase.com (لاعب) (الإنجليزية)
- إيدرسون (لاعب كرة قدم مواليد 1999) على موقع Soccerway.com (الإنجليزية)
- إيدرسون (لاعب كرة قدم مواليد 1999) على موقع عالم كرة القدم.نت (الإنجليزية)
- إيدرسون (لاعب كرة قدم مواليد 1999) على موقع AS.com (الإسبانية)
- إيدرسون (لاعب كرة قدم مواليد 1999) على موقع GSA (الإنجليزية)